# Condado de Pallars Jussá

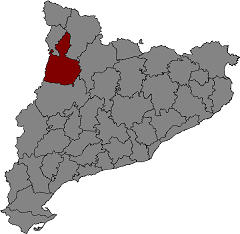
Localización del condado

El condado de Pallars Jussá surgió como resultado de la división del condado de Pallars producida entre los hijos del conde Suñer I de Pallars, fallecido en 1011: Ramón III de Pallars Jussá (1011-1047) y Guillermo II de Pallars Sobirá (1011-1035).

## Territorio
El condado de Pallars Jussá comprendía el valle del Flamisell, la ribera izquierda de la Noguera Ribagorzana y la comarca de Puebla de Segur, fronteriza con el territorio musulmán de la Cuenca de Tremp. Recibe el nombre de Pallars Jussá o bajo para distinguirlo del condado de Pallars Sobirá o alto.

## La crisis del poder condal

Escudo del condado

Hacia el año 1000, el centro económico y social del Pallars, se había desplazado al Pallars Jussá, concentrándose, especialmente, en Puebla de Segur y Tremp. Era una zona rica, que podía expandirse por el Montsec, la frontera con el Islam; expectativas que resultaron fallidas porque Ramón III rehuyó la lucha contra los sarracenos dejándola en manos del barón urgelés Arnal Mir de Tost. Ramón IV, hijo y sucesor de Ramón III, quedó encerrado entre los condados de Pallars Sobirá, Ribagorza y Urgel, no pudiendo hacer frente a los ataques de su primo Artal I de Pallars Sobirá (1049-1081), de los condes de Urgel y del clan nobiliario de los Vallferrera.

## La revolución feudal
En el Pallars, durante el siglo XI, la destrucción violenta del poder condal por parte de los nobles amotinados se desarrolló a partir de los ataques dirigidos contra Ramón IV de Pallars Jussá (1047-1098), llevados a cabo por su primo Artal I de Pallars Sobirá (1049-1081) y el conde Ermengol III de Urgel, que pretendían extenderse hacia la región de la Cuenca de Tremp para controlar, de este modo, la frontera con el reino de Lérida. Dado que esta parte del Jussá era la región más rica y más poblada del territorio, los nobles del Pallars Sobirá, área pobre y montañosa, querían eliminar el poder condal para imponer sus ordenanzas en las tierras bajas. Artal I, en su particular guerra contra Ramón IV, no actuaba como titular de la potestad condal, sino como caudillo de los nobles feudales y su objetivo era cometer actos de pillaje contra las comunidades rurales quitándoles sus derechos de franquicia o de inmunidad. La acción combinada de Artal I, los nobles del Pallars Sobirá y Ermengol III, pusieron a Ramón IV en una situación crítica y así perdió la mayoría de sus fortalezas, incluida la capital del Pallars Jussá, Segur.
Muchos nobles aprovecharon esta debilidad del conde para hacerle renunciar a los derechos que tenía sobre ellos, y le impusieron la concertación de convenientiae, según las cuales se le prohibía a Ramón IV la entrada a las fortalezas que él mismo había concedido a sus nobles, alguno de los cuales, como los de Valferrera, le traicionaron aliándose con Artal I. Por último, cuando ya el poder de Ramón IV parecía acabado, el conde de Pallars Jussá consiguió restablecer, en parte, su autoridad, gracias a la ayuda militar de los sarracenos, llegada seguramente antes de la muerte de Artal I (1081). La paz se mantuvo, ya que, según fuentes fidedignas,[cita requerida] Artal II de Pallars Sobirá (1081-1124), hijo y sucesor de Artal I, no combatió contra los condes del Pallars Jussá.

## El condado durante elsigloXII
En 1055, Ramón IV decidió casarse con Valença, hija de Arnal Mir de Tost, que aportó, como dote, el dominio de toda la Conca de Tremp; sus hijos —Pedro Ramón I de Pallars Jussá (1098-1112) y Arnal Ramón I de Pallars Jussá (1098-1112)— cogobernaron el condado y, a su muerte, le sucedió su hermano Bernardo-Ramón I de Pallars Jussá (1112-1124), que tomó parte en las campañas del conde Ramón Berenguer III de Barcelona llevadas a cabo contra la ciudad árabe de Lérida. Posiblemente murió en la batalla de Corbins (1124). Le sucedió su nieto Arnal Mir (1124-1174), hijo de Arnal Ramón I.
En el Pallars Jussá, el conde Arnal Mir (1124-1174) fue feudatario de Alfonso el Batallador, Rey de Aragón, y, después de la retirada de Ramiro II el Monje (1137), en las negociaciones en las que había participado. Fue un aliado fiel de Ramón Berenguer IV y participó en las expediciones a Almería, Lérida, y Tortosa. 
Firmó como testigo la carta de población de Lérida (enero de 1150), así como el Tratado de Tudillén (enero de 1151), el testamento de Ramón Berenguer IV (octubre de 1162) y la escritura de cesión del reino de Aragón por Petronila de Aragón a Alfonso II el Casto de 1164 quien, en reconocimiento a sus servicios, le confió la ciudad de Fraga.
Hacia 1161, el conde Arnau Mir impulsó la fundación de Vilanova de Pallars o Palau Noguera, localidad a la cual otorgó una carta de franquicias en 1168. El hijo y sucesor de Arnau Mir, Ramón V de Pallars Jussá (1174-1177) ignoró la disposición testamentaria de su padre en la que ordenaba reconocer la alta señoría de la Orden del Hospital sobre el Pallars Jussá.

## La anexión del condado a la casa de Barcelona
Ramón V murió dejando una única heredera, su hija Valença de Pallars Jussá, puesta bajo la tutela de Alfonso II el Casto. Valença murió sin descendencia y el condado pasó a Dulce de So, hija de Bernardo-Ramón I, prima hermana, por tanto, de Arnau Mir, la cual, en 1193 lo entregó a Alfonso II con la declaración: «tibi Ildefonso, venerabili rege Aragonis et comiti Barchinone et marchio Provincie (a ti, venerable rey de Aragón, conde de Barcelona y marqués de Provenza».

## Condes de Pallars Jussá (siglos XI-XII)
- Ramón III de Pallars Jussá (1011-1047)
- Ramón IV de Pallars Jussá (1047-1098)
- Arnal Ramón I de Pallars Jussá (1098-1112)
- Pedro Ramón I de Pallars Jussá (1098-1112)
- Bernardo Ramón I de Pallars Jussá (1112-1124)
- Arnau Mir de Pallars Jussá (1124-1174)
- Ramón V de Pallars Jussá (1174-1177)
- Valença de Pallars Jussá (1177-1182)
- Dulce de So (1182-1192)